# Emil Schlagintweit
Emil Schlagintweit (7 juli 1835 - 29 oktober 1904) was een Duits schrijver, botanicus, bergbeklimmer en wetenschapper van het boeddhisme in Tibet.

## Biografie
Emil Schlagintweit was het jongste kind uit de familie van bekende ontdekkingsreizigers Schlagintweit uit München. Zijn vier oudere broers waren Hermann, Adolf, Eduard en Robert. Zijn vader was een welvarend oogchirurg en zijn moeder overleed in het kraambed van haar zesde kind, toen Emil nog jong was. Zijn huisonderwijzer was Franz Joseph Lauth, later een erkend egyptoloog.
Na de dood van zijn broer Hermann in 1882 erfde hij het Slot Jägersburg, de grote state van de familie in de buurt van Forchheim, en zijn collecties en papieren. Hij was minder geïnteresseerd in onderzoeksreizen dan zijn broers en verkocht zo ook de 102 Tibetaanse manuscripten en blokdruk-boeken van zijn broers' verzameling aan de Bodleian Library van de Universiteit van Oxford.
Zijn werk werd later gebruikt door Helena Blavatsky als bewijs voor haar interpretaties van esoterisch boeddhisme.